# Il colonnello Von Ryan
Il colonnello Von Ryan (Von Ryan's Express) è un film del 1965 diretto da Mark Robson, tratto da un romanzo di David Westheimer.

## Trama
Joseph L. Ryan è un colonnello dell'aviazione statunitense il cui aereo è stato abbattuto nell'agosto 1943 durante una missione in volo sull'Italia; catturato dai soldati italiani, viene internato in un campo di concentramento nel Sud Italia dove sono detenuti oltre 400 tra britannici e statunitensi. Il campo è in pessime condizioni, sia a causa dell'integerrimo e severissimo comandante italiano appartenente alle Camicie nere, il maggiore Battaglia, sia per via dell'ostruzionismo del maggiore britannico internato Eric Fincham.
A causa della sua presunta collaborazione con gli italiani del campo di prigionia, Ryan viene soprannominato dispregiativamente dagli altri prigionieri "Von" Ryan. Dopo l'armistizio dell'8 settembre finisce nelle mani dei nazisti che lo caricano su di un treno per deportarlo in Germania insieme con gli altri prigionieri. Ryan, però, organizza un piano di fuga, sequestrando il treno, sopraffacendo la scorta e riuscendo a farlo deviare dal suo percorso originario.
Il capitano Costanzo, un cappellano alleato parlante tedesco, si traveste da maggiore tedesco e con falsi documenti fa credere che il treno trasporti opere d'arte dirette in Germania e destinate a Hermann Göring; il treno riesce così a passare indenne un posto di controllo, nonostante i sospetti della Gestapo. Il comandante tedesco della scorta, prigioniero nel suo vagone, e la sua amante italiana Gabriella tentano la fuga durante una sosta a uno scambio, ma vengono entrambi uccisi.
Durante un bombardamento alleato il treno viene colpito dalle fiamme sprigionatesi dall'incendio di cisterne di carburante. A quel punto, Vincenzo il macchinista italiano riferisce che esiste una linea in disuso che porta in Svizzera, deviando poco prima dell'ingresso nella stazione di Milano dove il treno è atteso dai tedeschi che nel frattempo, avvisati da un capostazione italiano, sono in caccia dei fuggitivi.
Un gruppo d'assalto si impadronisce di una stazione di commutazione del sistema di scambi, che reinvia il segnale alla centrale movimento di Milano, privando momentaneamente i tedeschi della posizione del treno; dopo una verifica però i tedeschi organizzano un treno carico di truppe e lo inviano all'inseguimento, e inviano una sezione di aerei da caccia ad attaccare il treno prima che sconfini e questi riescono a danneggiare momentaneamente la linea ferroviaria.
I fuggitivi tuttavia non si lasciano prendere dal panico e incominciano a sostituire il binario danneggiato, togliendolo al tratto già superato costringendo il treno tedesco all'inseguimento a fermarsi. Durante il conflitto a fuoco tra i tedeschi e i prigionieri, questi ultimi infliggono loro forti perdite e li rallentano, permettendo di completare le riparazioni e di ripartire, ma Ryan verrà ucciso dal colonnello Gortz mentre cerca di salire sul treno che si è rimesso in movimento.

## Curiosità
- Le scene iniziali dell'abbattimento dell'aereo sono state girate quasi tutte a Gaeta. La chiesa monumentale, dietro la quale passa l'aereo in fiamme, è il tempio neogotico di San Francesco.
- Le scene ferroviarie sulla linea verso la Svizzera sono state girate sulla linea Belluno-Calalzo, nel tratto fra Castellavazzo e Calalzo-Pieve di Cadore-Cortina. La battaglia fra gli uomini di Ryan e i tedeschi si svolge nella galleria "Cidolo" a Perarolo di Cadore, accanto al grande ponte sul torrente Boite. In una scena compare il cartello "Passo Malajo", invece del nome corretto Maloja dell'omonimo valico svizzero (in realtà ci troviamo nella stazione ferroviaria di Calalzo di Cadore): una evidente scarsa accuratezza nella regia, al pari dell'utilizzo dei tre aerei da turismo in luogo dei Bf 109, menzionati dai protagonisti.
- Il ponte ferroviario usato nella scena finale del film, dove Ryan, mentre tenta di salire sul treno in corsa, viene assassinato dal colonnello Gortz, è stato realizzato a El Chorro, vicino a Malaga, in Spagna.
- Le locomotive a vapore usate nel film sono tre: una locomotiva gr 735 236 (usata da Ryan), una locomotiva gr 743 (usata dal colonnello Gortz), che viene poi camuffata in una locomotiva tedesca alla fine del film, e una locomotiva spagnola della RENFE (dato che lo scartamento ferroviario è più largo rispetto a quello europeo) nella scena finale.
- I caccia tedeschi della scena finale sono dei Messerschmitt Bf 108, in realtà aerei da turismo e da addestratori.
- In una scena si vede il treno che va verso Firenze, costeggia la Basilica di San Pietro in Vaticano e sovrappassa un viadotto, composto da otto luci. Questa scena è stata realizzata sulla Ferrovia Vaticana a Roma.
- La stazione di Firenze non è che altro la stazione di Roma Ostiense.[1] Inoltre nel film si vede il treno transitare in velocità nella stazione che dal cartello risulta "Firenze SMN" mentre la vera stazione di Firenze Santa Maria Novella è di testa e quindi nessun treno può transitarvi senza fermarsi per invertire la marcia.
- Nell'edizione originale il macchinista, interpretato da Vito Scotti, è chiamato Peppino, mentre nella versione italiana è chiamato Vincenzo.
- Il luogo dove viene uccisa Gabriella (interpretata da Raffaella Carrà) è l'attuale Stazione di Anagni-Fiuggi in provincia di Frosinone.
- Durante le riprese, le comparse di Perarolo sono state licenziate da Sinatra in persona. Furono chiamate delle nuove comparse della vicina Pieve di Cadore, suscitando parecchio malumore.[2]

## Riconoscimenti
Il film ha avuto una nomination agli Oscar nella categoria miglior montaggio sonoro (Walter Rossi) nel 1966. La rete televisiva britannica Channel 4 ha classificato Von Ryan's Express all'89º posto nella lista dei 100 migliori film di guerra, commentando: "Un filo strappato che culmina in una corsa selvaggia in treno attraverso [l'Italia], con il regista Mark Robson che aumenta la tensione e la rilascia con alcune eccellenti scene d'azione".